# 米萨埃尔·帕斯特拉纳·博雷罗
米萨埃尔·帕斯特拉纳·博雷罗（1923年11月13日—1997年8月21日）， 哥伦比亚保守党政治家和哥伦比亚总统(1970年-1974年)。
夫人(Maria Cristina Arango)，有三子一女，安德烈斯·帕斯特拉纳·阿朗戈也是哥伦比亚总统。
| 前任： 卡洛斯·耶拉斯·雷斯特雷波 | 哥倫比亞总统 1970年–1974年 | 繼任： 阿方索·洛佩斯·米切尔森 |